# Alvear (Corrientes)

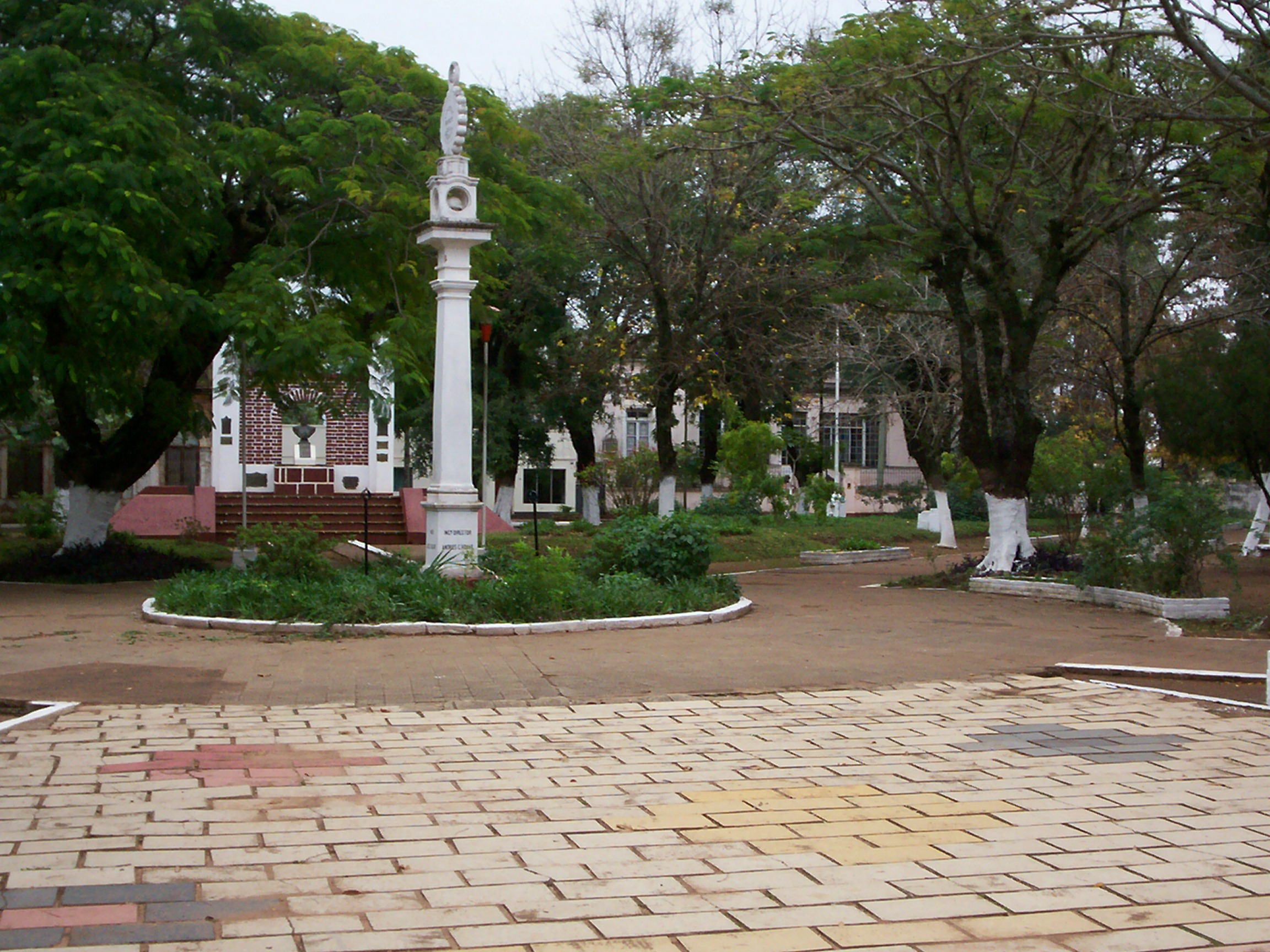
Plaza 9 de Julio (Alvear).

Alvear es una ciudad argentina, ubicada en el este de la provincia de Corrientes, capital del departamento General Alvear.

## Ubicación
Se halla ubicada a una latitud de 29°3′ S y una longitud de 56°32′ O, en la desembocadura del Río Aguapey, a orillas del río Uruguay, que la separa de la ciudad brasileña de Itaquí, con la que está estrechamente relacionada.
Se accede a ella a través de la RN 14 o del ferrocarril General Urquiza. Se encuentra a 446 kilómetros de la ciudad de Corrientes.

## Historia
Fue fundada oficialmente en 1863, a la sombra del llamado “Ombú Protector”, árbol que se encuentra inmortalizado en el escudo comunal, y su nombre se debe al ganador de la batalla de Ituzaingó. La versión oficial del nombre de la ciudad es que el general Carlos de Alvear había nacido en la provincia de Corrientes, y en el afán de los congresales de 1863 por homenajear a su coprovinciano, nombraron al naciente pueblo Alvear. También se dice que don Diego de Alvear, padre de Carlos María, vivió algunos años en el paso de Itaquí, y que eso también contribuyó a la imposición del nombre.

## Población
Cuenta con 6 732 habitantes (Indec, 2010), lo que representa un descenso del 2,9% frente a los 7917 habitantes (Indec, 2001) del censo anterior.
| Gráfica de evolución demográfica de Alvear entre 1991 y 2010 |
|                                                              |
| Fuente: censos nacionales del INDEC                          |

## Atractivos turísticos
- Carnavales Alvearenses: se realizan en torno a cada 10 de febrero, en ocasión del aniversario del pueblo, los carnavales alvearenses, acontecimiento que llena de alegría a la ciudad contando con visitas de todas partes del país.
- Festival de la Virgen, que se conmemora el 8 de diciembre, día de la Inmaculada Concepción de María, es una fiel muestra de fe, en la que el pueblo participa y que cuenta con artistas de renombre internacional.
- Plaza principal: la plaza 9 de Julio, adornada con un reloj de sol construido a finales del siglo XIX y que marca además de la hora durante el día, la latitud y la longitud del emplazamiento de la ciudad.
- Plaza San Martín, y otras numerosas plazoletas y rincones verdes.
- Plazoleta don Isaco Abitol: que se transforma en anfiteatro, la cual lleva el nombre y el monumento del patriarca del chamamé, don Isaco Abitbol, y en la cual nació el poblado de Alvear.
- El cristalino y armonioso recorrido del río Aguapey que se funde con las turbulentas e imponentes aguas del río Uruguay, brindan un paisaje natural que forma una maravillosa postal de la ciudad. Según dice la leyenda urbana alvearense, todo aquel que beba el agua del Aguapey, quedará comprometido a regresar algún día, para rendirle honores nuevamente a su caudal.

## Instituciones
- Municipalidad de Alvear, principal institución d la ciudad y se encuentra en la dirección Centenario 565, frente a la plaza principal 9 de julio.
- Parroquia Inmaculada Concepción, centro espiritual de los católicos en la ciudad, y su primer edificio fue terminado a finales del siglo XIX. Lleva su nombre debido a la imagen de esa Virgen, la cual está en su altar principal y fue donada por la ciudadana carismática Juana Barreyro, la cual se encuentra sepultada dentro del edificio, a un costado del altar.
- Radio Club Aguapey (LU5LA) es el único radio club de la costa Uruguay de la provincia, contanto con sus instalaciones en colectora Sur sobre Ruta Nacional 14, y una repetidora de VHF en 146775 MHz. (-600) en Alvear y otra en 146665 (-600) en la filial Santo Tome.
- Biblioteca Popular Carlos María de Alvear, Centro de concurrencia de alumnos e interesados en la lectura, icono de cultura para la ciudad. Se encuentra emplazada en la misma plaza principal de la ciudad.
- Hospital Doctor Miguel Sussini.

## Equipos Deportivos
- Sport Club Alvear
- Club Atlético Ferro
- Club San Martín.
- Club Social y Deportivo Centenario.
- Club San Lorenzo.
- Club Atlético Los Pumas.
- Club Atlético Barrio Norte.
- Deportivo Aguapey.
- Club Atlético Shera´a
- Asociación Social y Deportiva Los Tigres
- Sparta Fútbol Club
- Centenario básquet
- Asociación Deportiva Social y Cultural Las Pumutas

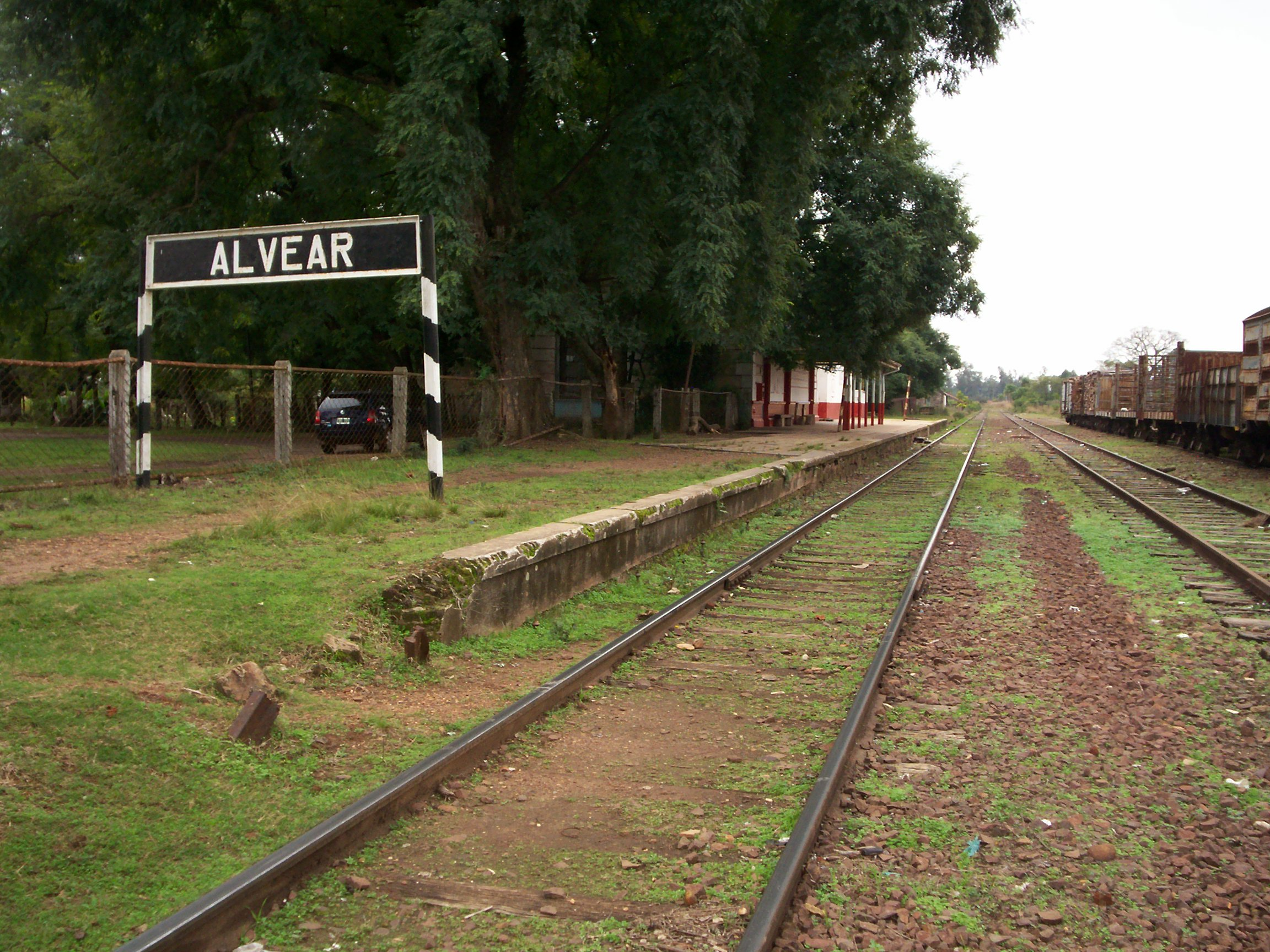
Estación Alvear, ferrocarril Urquiza.

## Medios
- TV
  - TV Mercosur.
  - Flow (Argentina)
- Radios de frecuencia modulada
  - Democracia FM 90.9 MHz.
  - Kairos FM 92.7 MHz.
  - Amistad FM 98.9 MHz.
  - Themis FM 103.5 MHz.
  - Anly FM 95.5 MHz.
  - Aguapey FM 99.9 MHz.
  - Alternativa FM 107.5 MHz.
- Radios de amplitud modulada
  - LT21 Radio Municipal Alvear que transmite en 830 kHz AM., la más antigua de Alvear, también llamada “centinela de cultura”.

## Educación
- Cuenta con cinco escuelas primarias en el casco urbano y dos secundarias (Agrotécnica José María Malfussi, con tecnicaturas en: Producción Agropecuaria y Mecanización Agropecuaria; y la Comercial Dr. Mamerto Acuña con Bachillerato en: Economía y Administración/Humanidades). Tiene muchas más en la zona rural.
- En el predio del ex Regimiento 7.º de Exploración, del Ejército Argentino, funciona la escuela Agrotécnica José María Malfussi. Archivado el 14 de septiembre de 2017 en Wayback Machine.
- Jardines de Infantes Nucleados N.º 35, ubicado en C. Cancelo y Rivadavia, cuenta con 8 secciones de nivel inicial con un total de 210 alumnos de 4 y 5 años.
- ISFD ALVEAR: En el Instituto Superior de Formación Docente de Alvear Se dictan en las instalaciones de la Escuela Comercial Dr. Mamerto Acuña, la carrera de Despachante de Aduanas, Analista Programador en Administración de Empresas, Profesora de Matemática, Profesorado de Historia y Técnico Superior en Comercio Internacional.
- Escuela de danzas Folklóricas Municipal.
- Escuela de Danzas Clásicas y Contemporáneas "Muñecas de Coppelia": Esta escuela de baile se abrió a mediados del año 2012. A mitad del año 2013 participaron en una competencia interamericana de baile en la localidad de Santo Tome, Corrientes. En este acontecimiento sacaron el Segundo lugar en categoría juvenil y Tercer lugar en categoría infantil.

## Bancos
- Banco de la Nación Argentina, frente a la plaza principal, en la esquina de calle San Martín y Centenario.
- Banco de la Provincia de Corrientes, que es un anexo a la sucursal de La Cruz, y se encuentra en la esquina de C. Pellegrini y E. Hidalgo.

## Salud
El principal centro de salud de la ciudad es el Hospital Dr. Miguel Sussini, que ocupa una manzana entera, y contrasta su fachada antigua y formal, con los equipamientos y profesionalismo del interior. Sus primeras alas fueron construidos a principios del siglo XX y su entrada principal se encuentra en calle Belgrano, entre General Paz y Lavalle. 
Además, la ciudad cuenta con numerosas salas de primeros auxilios esparcidas por sus alrededores, las cuales que hacen que la salud nunca falte.

## Fuerzas de Seguridad
- Dos comisarías de la provincia de Corrientes: la principal se encuentra frente a la plaza principal, en calle San Martín esquina C. Pellegrini; la segunda, la Policía Rural e Islas, se encuentra dentro del predio del ex regimiento 7.º de Exploración, del Ejército Argentino
- Destacamento de Gendarmería Nacional, a metros de la RN 14, sobre el tramo viejo de la misma, el cual forma parte de la RP 36: principal vía de acceso a las estancias de la zona.
- Prefectura Naval Argentina, se encuentra en el puerto de la localidad.

## Defensa Civil
El cuerpo de Defensa Civil cumple con funciones administrativas en su oficina de Av. Isaco Abitbol casi Larrea, y en situaciones de emergencia, actúa y dirige acciones en conjunto con el Cuerpo de Bomberos Local, domiciliado en calle 9 Julio frente al barrio Juana Barreiro, y con las demás fuerzas de la ciudad.

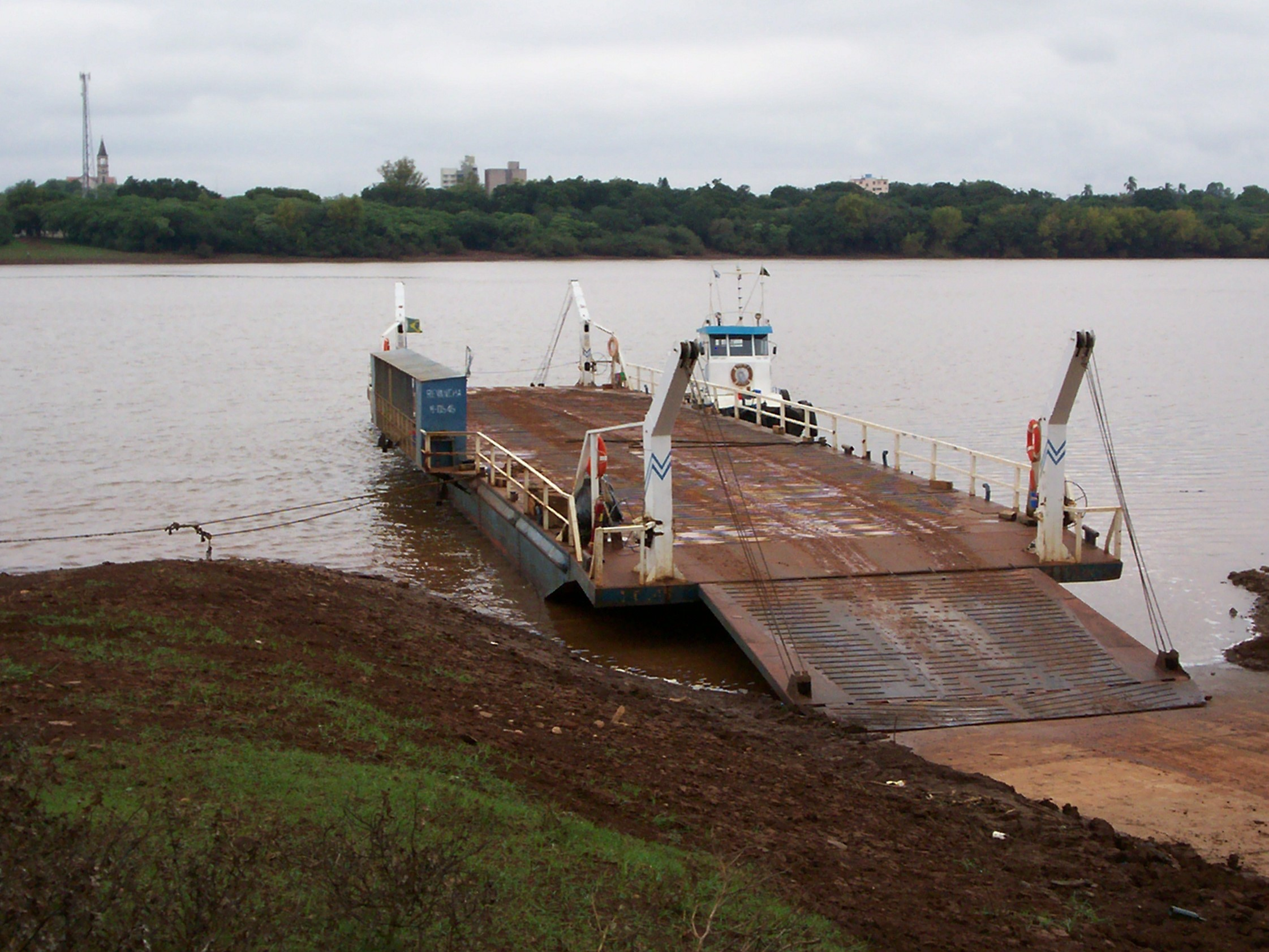
Balsa a punto de cruzar el río Uruguay desde Alvear (Argentina) a Itaquí (Brasil).

## Puerto de Alvear
Se encuentra el Resguardo Aduanero, la Prefectura Alvear (de la Prefectura Naval Argentina, institución creada en los 1920s, pero que remonta su historia como fuerza de seguridad presente en la ciudad desde 1884). Se caracteriza por ser el puerto de exportación de arroz más importante del país. En la actualidad se encuentra habilitado para cualquier tipo de tránsito de exportación e importación.
Se están llevando a cabo las gestiones para comenzar los trabajos para la construcción del Puente Internacional Alvear-Itaquí, proyecto que lleva larga data en estancamiento y que además de unir el país con la hermana República Federativa del Brasil, significará un gran hito de desarrollo y progreso para la región. La apertura de sobres del llamado a licitación para la realización de los estudios de factibilidad geográfica, prevista para principios de julio de 2009, fueron pospuestos para el 8 de septiembre próximo por los gobiernos de ambos países; una vez realizado este evento, comenzarían los trabajos en la ciudad.  (enlace roto disponible en Internet Archive; véase el historial, la primera versión y la última).

## Alvearenses destacados

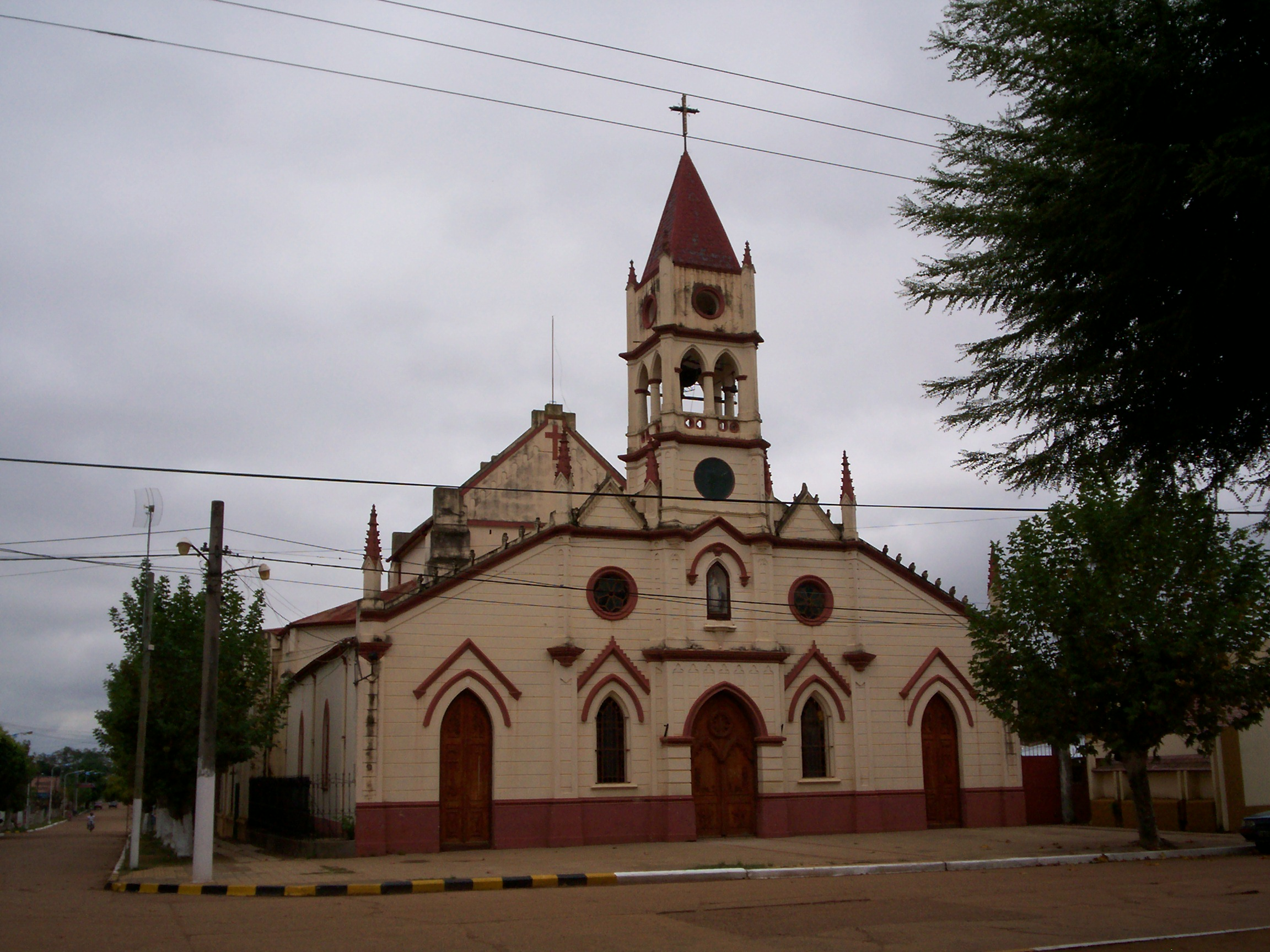
Iglesia Inmaculada Concepción (Alvear).

- Isaco Abitbol, músico y bandoneonista, considerado como uno de los pioneros del Chamamé.
- Gladys Lettizia Alcaraz, jugadora y capitana de la selección argentina de Rubgy Femenino.

## Parroquias de la Iglesia católica en Alvear
| Diócesis  | Santo Tomé            |
| --------- | --------------------- |
| Parroquia | Inmaculada Concepción |